# Oliarus tabrobanensis
Oliarus tabrobanensis är en insektsart som beskrevs av Melichar 1903. Oliarus tabrobanensis ingår i släktet Oliarus och familjen kilstritar.
Artens utbredningsområde är Sri Lanka. Inga underarter finns listade i Catalogue of Life.